# Zodarion spinibarbis
Zodarion spinibarbis là một loài nhện trong họ Zodariidae.
Loài này thuộc chi Zodarion. Zodarion spinibarbis được Jörg Wunderlich miêu tả năm 1973.